# Classe James Madison
Les sous-marins de la classe James Madison (Type SCB 516) constituent la quatrième classe de sous-marins nucléaires lanceurs d’engins (SNLE ; SSBN en anglais) de l’United States Navy. Ils sont identiques aux sous-marins de la classe précédente, la classe Lafayette, à la seule exception qu’ils sont conçus pour accueillir des missiles Polaris A-3 à la place des Polaris A-2. À la fin des années 1970 et au début des années 1980, ces submersibles furent également revus pour transporter les nouveaux missiles Trident I. Avec quatre autres classes de sous-marins, les unités James Madison faisaient partie des 41 SNLE lancés entre 1960 et 1966 surnommés les 41 for Freedom.
Les sous-marins de cette classe furent en service de 1964 à 1995.

## Améliorations
Les améliorations appliquées à la classe James Madison comprennent des modifications concernant les missiles balistiques, le guidage des missiles, le système de conduite de tir et la navigation inertielle. Les missiles Polaris A-3 furent introduits sur cette classe malgré des caractéristiques différentes : 3,8 cm de plus en longueur et 1800 kg de plus tout en ayant une portée augmentée de 1900 kilomètres par rapport aux A-2. Le nombre de têtes nucléaires fut porté à 3 par missile sans pour autant adopter un système de mirvage : chaque tête nucléaire avait la même trajectoire.

## Unités
- USS James Madison (SSBN-627)
- USS Tecumseh (SSBN-628)
- USS Daniel Boone (SSBN-629)
- USS John C. Calhoun (SSBN-630)
- USS Ulysses S. Grant (SSBN-631)
- USS Von Steuben (SSBN-632)
- USS Casimir Pulaski (SSBN-633)
- USS Stonewall Jackson (SSBN-634)
- USS Sam Rayburn (SSBN-635)
- USS Nathanael Greene (SSBN-636)